# Amélie-les-Bains-Palalda
Amélie-les-Bains-Palalda är en kommun i departementet Pyrénées-Orientales i regionen Occitanien i södra Frankrike. Kommunen ligger i kantonen Arles-sur-Tech som tillhör arrondissementet Céret. År 2022 hade Amélie-les-Bains-Palalda 3 553 invånare. Palalda nämns i låten Genesarets sjö av Kjell Höglund.

## Administration

### Borgmästare
| Borgmästare       | Ämbetsperiod |
| ----------------- | ------------ |
| François Mefler   | 1941-1944    |
| Gaudérique Parent | 1944-1945    |
| Georges Bosch     | 1945-1950    |
| Jean Trescases    | 1950-1951    |
| Gustave Pouzens   | 1951-1952    |
| Paul Alduy        | 1952-1959    |
| Jean Aspar        | 1959-1959    |
| Jacqueline Alduy  | 1959-2001    |
| Alexandre Reynal  | 2001-2020    |
| Marie Costa       | 2020 -       |

## Befolkningsutveckling
Antalet invånare i kommunen Amélie-les-Bains-Palalda
| Referens: INSEE |